# Apogonia taiwana
Apogonia taiwana är en skalbaggsart som beskrevs av Kobayashi 2007. Apogonia taiwana ingår i släktet Apogonia och familjen Melolonthidae. Inga underarter finns listade i Catalogue of Life.